# Hannie Bruinsma-Kleijwegt
Johanna (Hannie) Bruinsma-Kleijwegt (Nij Beets, 14 juli 1936 – Drachten, 21 februari 2021) was een Nederlandse die burgemeester was van Zaanstad en gedeputeerde van Friesland. Ze was lid van de Partij van de Arbeid (PvdA).

## Biografie
Bruinsma-Kleijwegt kwam uit een politiek actieve familie. Haar jongere zus Dineke van As-Kleijwegt was van 1990 tot 2007 burgemeester van Assen, terwijl haar broer Corstiaan Kleijwegt van 2001 tot 2012 burgemeester was van Hellevoetsluis.
Zelf begon zij in 1970 als lid van de gemeenteraad van Oostdongeradeel, een functie die zij tot 1974 vervuld heeft. Daarna was zij tot 1991 lid van Provinciale Staten van Friesland, van 1981 tot 1991 als gedeputeerde.
In 1992 werd Bruinsma-Kleijwegt benoemd tot burgemeester van Zaanstad. In deze hoedanigheid kwam zij in 1995 in opspraak, nadat zij zich in een interview met de Volkskrant kritisch had uitgelaten over de vertrekkende korpschef Van Es. Hoewel ze een motie van wantrouwen overleefde, ging ze een jaar later alsnog met vervroegd pensioen. Haar man was huisarts in Ee. Ze woonden vanaf 2014 in Beetsterzwaag.
Ze overleed eind februari 2021 op 84-jarige leeftijd.